# Janghanpyeong (métro de Séoul)
Janghanpyeong est une station sur la ligne 5 du métro de Séoul, dans l'arrondissement de Dongdaemun-gu.